# Milštejn
Milštejn (něm. Mühlstein, v překladu Mlýnský kámen) je zřícenina hradu v Lužických horách na vrcholu Žernov ve výšce 544 m, asi 3,5 km severně od města Cvikova v okrese Česká Lípa v Libereckém kraji. Přesná doba založení hradu není známa. Soudě dle ostatních budovaných lokalit byl hrad založen ve druhé polovině 13. století na ochranu zemské stezky vedoucí z Lipé do Žitavy. Prvními známými vlastníky hradu byli Berkové z Dubé, významná větev rodu Ronovců. Zbytky hradu jsou registrovanou kulturní památkou na katastrálním území Trávník, zapsanou v památkovém katalogu pod číslem 14320/5 – 2870.

## Historie
V druhé polovině 13. století v severní oblasti Čech při Lipské obchodní stezce páni z Vartenberka a Ronovci budovali opevněná sídla (Sloup, Vartenberk, Lemberk, Lipý, Frýdlant a další). Je doloženo archeologickými nálezy, že v té době byl na komunikaci mezi Sloupem a Ojvínem postaven i Milštejn.
První písemná zmínka o hradě Milštejn je z roku 1343 v kronice Jana z Gubenu o loupeživém řádění Míšňanů v okolí Žitavy a Ojvína. V knihách pražského arcibiskupství z let 1362–1379 je jmenován jako majitel panství zahrnující i Milštejn Jindřich Berka z Dubé. Po jeho smrti roku 1404 se hradním pánem stal jeho syn Hynek Dubský, který se jako první z Berků psal Hynek z Milštejna. Když zemřel i on roku 1433, hradním pánem se stal syn Jindřich Berka z Milštejna. Když zemřel roku 1444 i on, panství se ujal jeho stejnojmenný syn, bydlel však v České Lípě. V Milštejně zanechal silnou posádku. Na hradě byla posádka 12–16 zbrojnošů, kteří doprovázeli kupecké vozy na cestě z Žitavy do Prahy a také zde vybírali clo, mýtné. Přesto však byl hrad roku 1456 dobyt Lužickým vojskem, nicméně v 15. století zažil hrad období svého největšího rozkvětu. Byl dokonce nazván v roce 1545 Zámek Milsstaain.

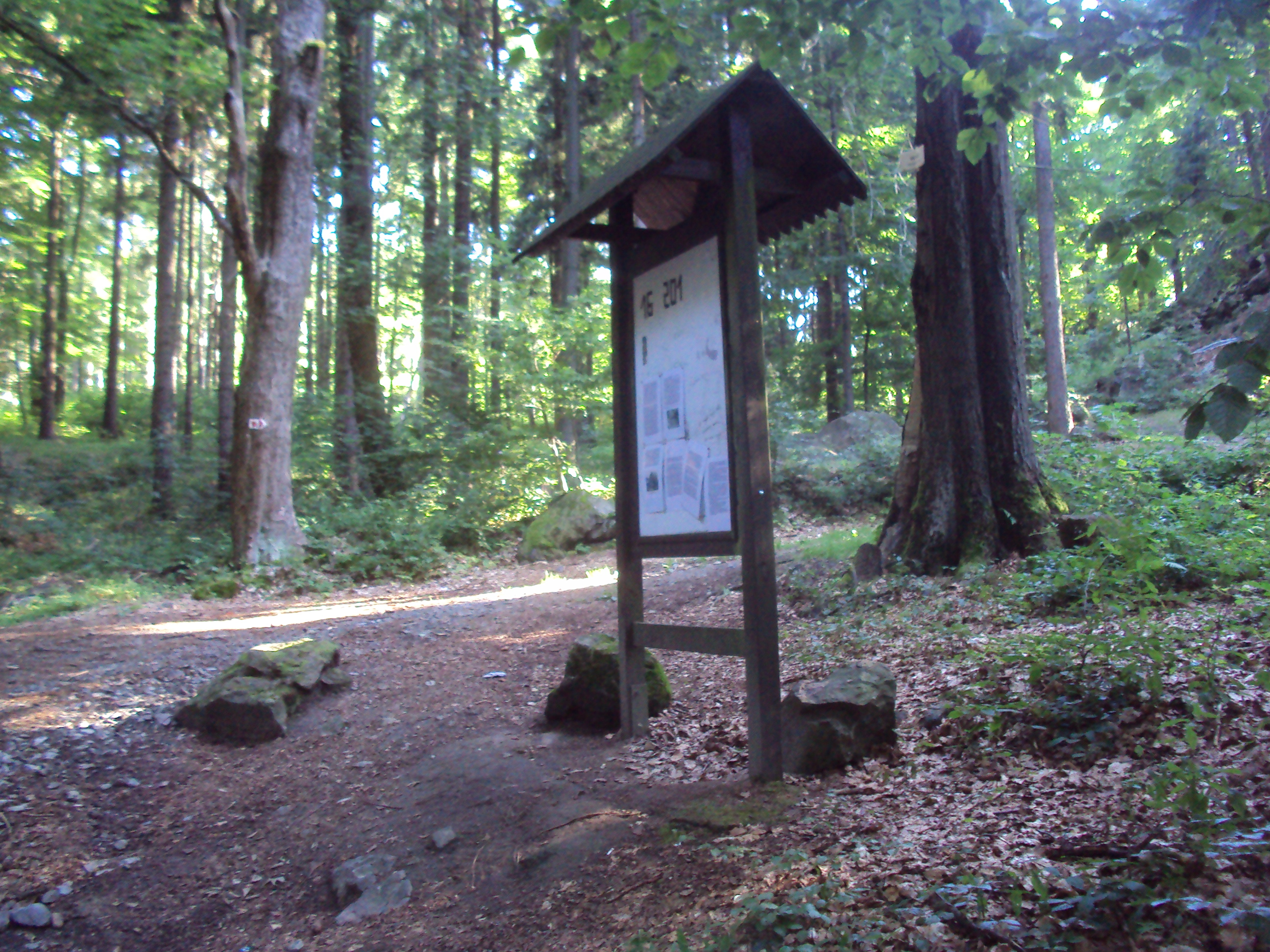
Tabule před vchodem k areálu

Roku 1502 získal zákupské panství společně s panstvím Milštejn Václav Berka z Dubé. O dva roky později vše prodal svému strýci Petrovi Berkovi z Dubé. Roku 1518 od dětí Petra získal zákupské panství bez Milštejna jejich bratranec Zdislav Berka z Dubé a panství Milštejn dokoupil až roku 1532.
V roce 1532 se Zdislav Berka z Dubé a Lipé, tehdejší vlastník i panství Milštejna rozhodl odejít do Zákup a z nich pak spravoval i Milštejn a okolí. Záznamy o krádeži v roce 1588 dosvědčují, že ještě koncem 16. století zde bylo vybavení, ovšem v té době již opuštěné sídlo chátralo. Kolem roku 1590 zde zůstal jen jeden strážný a v roce 1634 byl hrad poničen švédským vojskem generála Bannera.

## Milštejn lomem
V okolí hradu se těžil křemenný pískovec pro výrobu mlýnských kamenů (odtud název hradu) od 13. století, maximálního rozvoje těžba dosáhla v 18. a 19. století, a zasáhla i vlastní hrad a jeho samotné základy a způsobila tak jeho faktický zánik. Postupně byly odbourány hradní věže. Kolem roku 1685, za panství zákupského knížete Julia Františka ze Zákup byla zbořena velká hradní věž, protože podolovaná ohrožovala dělníky v lomu pod ní. Další věž se zřítila roku 1726 a konečně zbytky věží byly odstřeleny roku 1793. Milštejn byl poté jmenován v záznamech jako lom na panství Zákupy. Na konci 19. století si lom pronajali bratři Istraelové z Drážďan. Tehdy zde pracovalo asi 100 dělníků a mlýnské kameny zde vyráběné a opracované v blízké osadě Naděje byly prodávány i do řady dalších zemí Evropy. Těžba byla ukončena vytěžením pískovce kolem roku 1910.

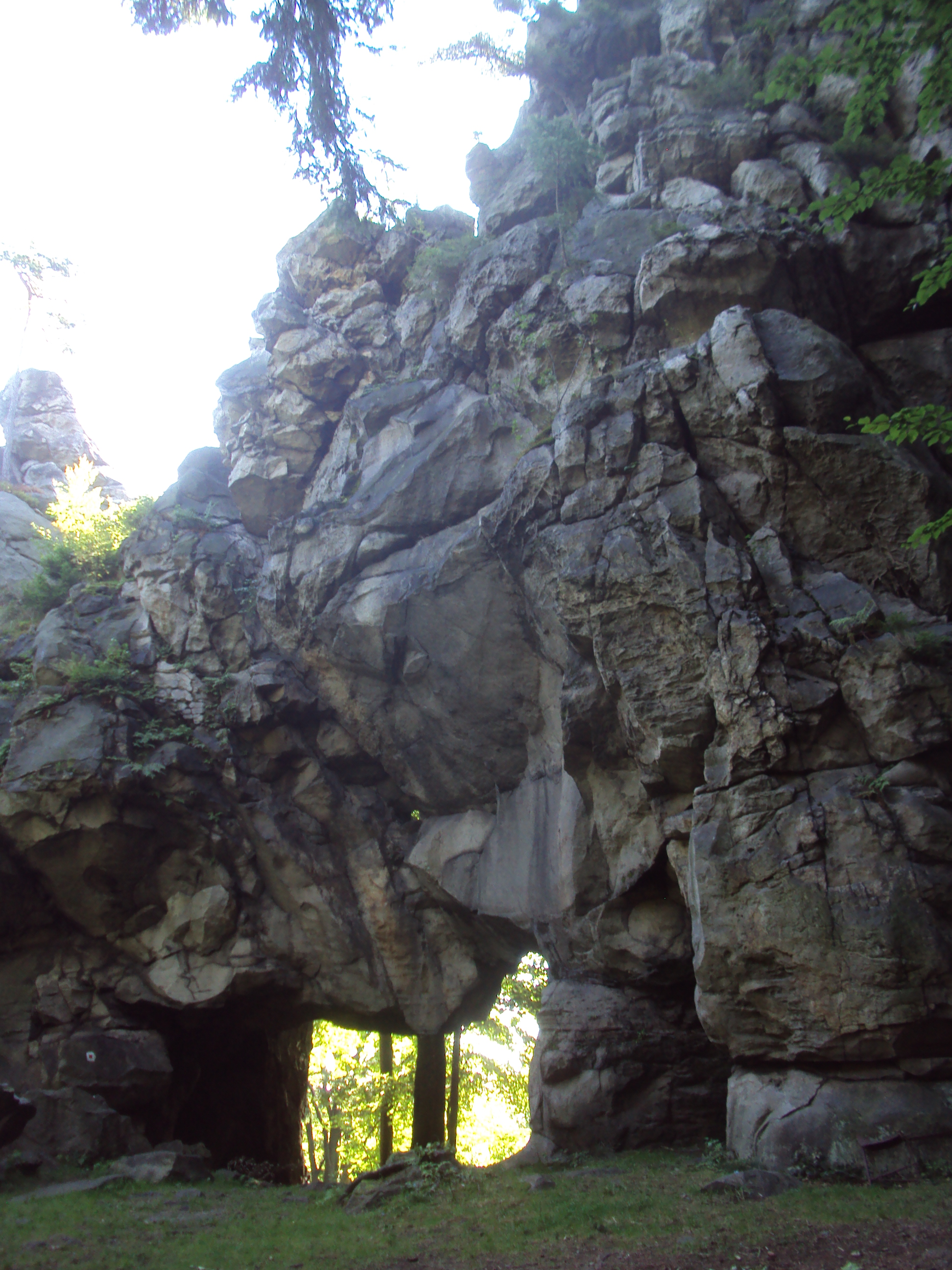
Hradní portál Milštejna

## Milštejn dnes
Dnes je hrad dominantním skalním útvarem s nepatrnými zbytky původního zdiva. V podhradí je několik zavalených podzemních prostor, vzniklých převážně dolováním pískovce. Pěší turisté se sem nejlépe dostanou po červené turistické značce z vlakové zastávky Svor, cesta je dlouhá 4,5 km. Přímo na Milštejn pak vede zelená značka. Zhruba 200 metrů od zříceniny je Stříbrná studánka, odkud voda stékala do rybníka, z něhož se zachovala jen hráz.